# قشلاق آلاپاپاخ
قشلاق آلاپاپاخ یک منطقهٔ مسکونی در ایران است که در دهستان قشلاق غربی واقع شده‌است. قشلاق آلاپاپاخ ۱۱۱ نفر جمعیت دارد.